# هنري وارد (كرة سلة)
هنري وارد (بالإنجليزية: Henry Ward)‏ مواليد 30 يناير 1952 في جاكسون، هو لاعب كرة سلة أمريكي معتزل. تم اختياره من قبل فريق كليفلاند كافالييرز خلال الدرافت. حمل الرقم 15. يبلغ طوله 6 قدم 4 بوصة (1.9 م). لعب مع سان أنطونيو سبرز وأوليمبيا كالياري.

## روابط خارجية
- هنري وارد على موقع إن بي أي (الإنجليزية)
- هنري وارد على موقع سبورتس رفرنس (الإنجليزية)
- هنري وارد على موقع ريلجم (الإنجليزية)
- هنري وارد على موقع بروبوليرز (الإنجليزية)